# ハビエル・ソトマヨル
ハビエル・ソトマヨル（Javier Sotomayor Sanabria、1967年10月13日 - ）は、キューバ出身の元走高跳選手で、同種目の世界記録保持者。また、走高跳で8フィート以上の記録を残した唯一の人物である。
ソトマヨルは、1993年7月27日に世界記録（2m45cm）、1989年3月4日に室内世界記録（2m43cm）を出した。彼は2m40cm台の記録を室内4回、屋外17回、計21回も出している。また、2m30cm以上の記録は227回を数える。
ソトマヨルは、16歳の時に2m33cmの記録を残すなど、ジュニアの時代から頭角を現していた。世界でも戦えるレベルであったが、キューバの2度のボイコットにより、オリンピックには参加できずにいた。その後、1992年バルセロナオリンピックで金メダルを獲得し、世界陸上競技選手権大会でも1993年、1997年の2回優勝している。しかし、1999年8月にカナダで行われたパンアメリカン競技大会のドーピング検査でコカインの陽性反応が出たため、2年間の出場停止処分を受けた。その後国際陸上競技連盟は、ソトマヨルの事情を考慮して処分を短縮し、出場を許可された2000年シドニーオリンピックでは銀メダルを獲得した。

## 実績

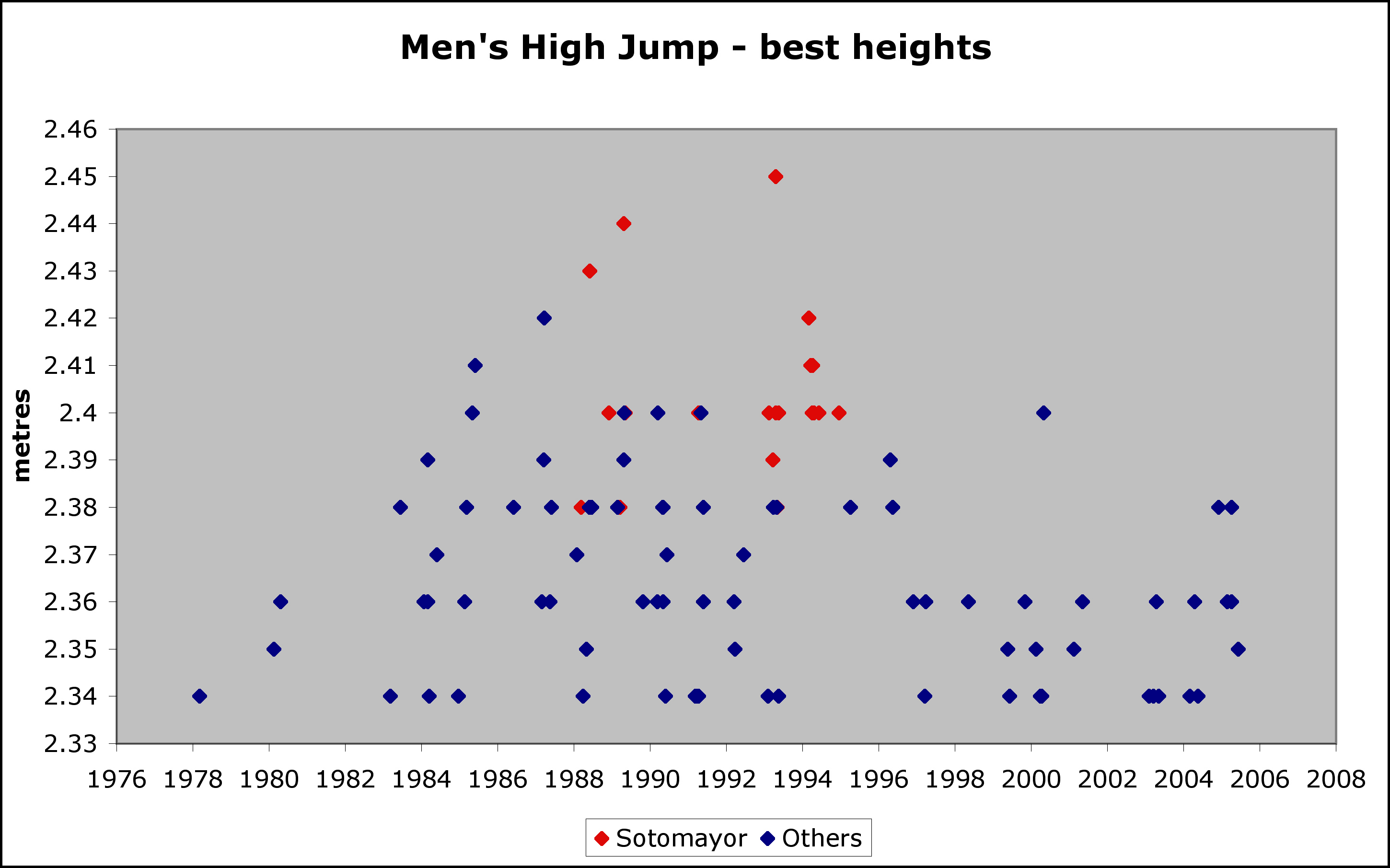
シーズンベスト記録の変遷。赤点がソトマヨルの記録で、青点がその他の選手のもの。

1988年9月8日に2m43cmを跳び、世界記録保持者となると、1989年7月29日には、史上初の8フィート越えとなる2m44cmを記録。同年には室内世界記録も樹立した。1993年には、世界記録更新と世界選手権での優勝により、五輪チャンピオン・世界チャンピオン・世界記録保持者の3つのタイトルを独占した。
屋外・室内を合わせて、2m40cm以上を跳んだ選手は史上16人おり、延べ50回（屋外35回、室内15回）が記録されているが（2014年7月現在）、そのうちの21回がソトマヨルの記録であり、2位のボーダン・ボンダレンコ（ウクライナ）の5回（屋外5回、室内0回）を大きく引き離している。
ソトマヨルの引退以降、走高跳は混戦の様相となっており、中心となる選手がなかなか現れていない。2014年には、屋外・室内を合わせて6人の選手が2m40cm以上の記録を残しているが、現在のソトマヨルの世界記録は30年以上破られていない。

## 主な成績（走高跳）
| 年   | 大会                           | 場所                               | 結果 | 記録 | 備考       |
| ---- | ------------------------------ | ---------------------------------- | ---- | ---- | ---------- |
| 1985 | 世界室内陸上競技選手権大会     | パリ（フランス）                   | 2位  | 2m30 |            |
| 1985 | IAAF陸上ワールドカップ         | キャンベラ（オーストラリア）       | 3位  | 2m28 |            |
| 1986 | 世界ジュニア陸上競技選手権大会 | アテネ（ギリシャ）                 | 1位  | 2m25 |            |
| 1987 | 世界室内陸上競技選手権大会     | インディアナポリス（アメリカ）     | 4位  | 2m32 |            |
| 1987 | 世界陸上競技選手権大会         | ローマ（イタリア）                 | 9位  | 2m29 |            |
| 1989 | 世界室内陸上競技選手権大会     | ブダペスト（ハンガリー）           | 1位  | 2m43 | 室内世界新 |
| 1991 | 世界室内陸上競技選手権大会     | セビリア（スペイン）               | 3位  | 2m31 |            |
| 1991 | 世界陸上競技選手権大会         | 東京（日本）                       | 2位  | 2m36 |            |
| 1992 | オリンピック                   | バルセロナ（スペイン）             | 1位  | 2m34 |            |
| 1992 | IAAF陸上ワールドカップ         | ハバナ（キューバ）                 | 2位  | 2m26 |            |
| 1993 | 世界室内陸上競技選手権大会     | トロント（カナダ）                 | 1位  | 2m41 |            |
| 1993 | 世界陸上競技選手権大会         | シュトゥットガルト（ドイツ）       | 1位  | 2m40 | 大会新     |
| 1994 | IAAFグランプリファイナル       | パリ（フランス）                   | 1位  | 2m33 |            |
| 1994 | IAAF陸上ワールドカップ         | ロンドン（イギリス）               | 1位  | 2m40 | 大会新     |
| 1995 | 世界室内陸上競技選手権大会     | バルセロナ（スペイン）             | 1位  | 2m38 | 大会2連覇  |
| 1995 | 世界陸上競技選手権大会         | イェーテボリ（スウェーデン）       | 2位  | 2m37 |            |
| 1996 | オリンピック                   | アトランタ（アメリカ）             | 11位 | 2m25 |            |
| 1997 | 世界陸上競技選手権大会         | アテネ（ギリシャ）                 | 1位  | 2m37 |            |
| 1998 | IAAFグランプリファイナル       | モスクワ（ロシア）                 | 1位  | 2m31 |            |
| 1998 | IAAF陸上ワールドカップ         | ヨハネスブルグ（南アフリカ共和国） | 2位  | 2m28 |            |
| 1999 | 世界室内陸上競技選手権大会     | 前橋（日本）                       | 1位  | 2m36 |            |
| 2000 | オリンピック                   | シドニー（オーストラリア）         | 2位  | 2m32 |            |
| 2001 | 世界室内陸上競技選手権大会     | リスボン（ポルトガル）             | 5位  | 2m25 |            |